# Smidary
Smidary település Csehországban, a Hradec Králové-i járásban. Smidary Sloupno, Vinary, Ohnišťany, Myštěves, Skřivany, Staré Smrkovice, Starý Bydžov, Sběř, Vysoké Veselí és Králíky településekkel határos. Lakosainak száma 1563 fő (2024. január 1.).

## Népesség
A település lakosságának változását az alábbi diagram mutatja:
| Lakosok száma | 3395 | 3626 | 3371 | 2264 | 1735 | 1507 | 1541 | 1533 | 1527 | 1563 |
|               | 1869 | 1890 | 1921 | 1950 | 1980 | 2001 | 2017 | 2019 | 2022 | 2024 |